# Ladislav Topercer
Ladislav Topercer (* 26. října 1956) je bývalý slovenský fotbalista, obránce.

## Fotbalová kariéra
V československé lize hrál za Spartak Trnava, Tatran Prešov a na vojně za Duklu Banská Bystrica.

## Ligová bilance
| Ročník                                   | Zápasy | Góly | Klub                  |
| ---------------------------------------- | ------ | ---- | --------------------- |
| 1. československá fotbalová liga 1975/76 | -      | -    | Spartak Trnava        |
| 1. česká národní liga 1981/82            | 6      | 0    | VTJ Tábor             |
| 1. československá fotbalová liga 1981/82 | 12     | 0    | Dukla Banská Bystrica |
| 1. československá fotbalová liga 1982/83 | 14     | 0    | Tatran Prešov         |
| 1. československá fotbalová liga 1983/84 | 15     | 0    | Tatran Prešov         |
| 1. československá fotbalová liga 1984/85 | 2      | 0    | Tatran Prešov         |
| CELKEM                                   | 49     | 0    |                       |